# 佐久間政実
佐久間 政実（さくま まさざね）は、安土桃山時代の武将。豊臣氏の家臣。江戸時代初期の旗本。

## 略歴
佐久間与六郎の子とされるが、この与六郎を『寛政重修諸家譜』では盛明としているが、『尾張群書系図部集』によるとこれは間違いで、この与六郎は盛明の子である家勝をさすという。
政実は豊臣秀吉に仕えて、金切裂指物使番に列した。
文禄3年（1594年）春、伏見城築城の普請奉行の1人となった。
慶長2年（1597年）9月6日、従五位下河内守に叙任された。豊臣姓を下賜された。
慶長5年（1600年）、徳川家康による会津征伐に従い、下野国小山に赴いて以来、徳川氏に仕える。東軍として関ヶ原の戦いに参加した。
徳川家の治世で、普請奉行、伏見町奉行などを歴任した。元和2年（1616年）に没。享年56。